# قطار الحياة
قطار الحياة هي أغنية مغربية أداها الفنان عبد الهادي بلخياط سنة 1980، كتبها علي الحداني، ولحنها عبد الرحيم السقاط، وهي أشهر أغاني عبد الهادي بلخياط وأكثرها انتشارًا، وقد نالت إعجاب الجماهير في مختلف الأجيال. تتميز الأغنية بكلماتها العميقة وألحانها المميزة التي تلامس قلوب المستمعين، مما جعلها تتربع على قمة الأغاني الكلاسيكية المغربية الخالدة.

## الخلفية
تم إنتاج الأغنية في أواخر السبعينات من القرن العشرين وهي فترة عرفت فيها الأغنية المغربية ازدهارًا كبيرًا من حيث الألحان والكلمات، في قطار الحياة، لم يخرج الملحن عبد الرحيم السقاط عن ما هو مألوف في تلك الفترة ووضع لحنًا على مقام نهاوند يحمل طابعًا شجيًا يتناسب مع السياق الحزين للأغنية، وذلك تماشيًا أيضًا مع الكلمات التي أبدعها الشاعر علي الحداني، الحاملة لقصة حزينة مليئة بالتقلبات العاطفية، الأمر الذي فرض على السقاط استخدام آلات موسيقية مثل العود والناي والكمان وغيرها من الآلات التي تكرس الطابع الشجي المرتبط بالتراث الموسيقي المغربي الكلاسيكي.

## موضوع الأغنية
تتناول الأغنية موضوع الغرور والتكبر الناتج عن الجمال والشباب، وتحكي قصة عاشق يعترف بحبه لمحبوبته، لكنها ترفضه بتعالي بسبب الفوارق الاجتماعية والجمالية بينهما. ومع مرور الزمن، يتغير الحال، ويفقد الجمال والشباب بريقهما، لتدور عجلة الحياة وتُظهر تقلباتها.
تُجسد الأغنية فكرة أن الحياة مثل القطار، تمر بمحطات متعددة، وتشهد تغيرات وتقلبات، وأن الغرور بالجمال والشباب لا يدوم، فمع مرور الوقت، تتبدل الأحوال، ويصبح التواضع والتقدير للقيم الإنسانية أكثر أهمية، كما ترصد نهاية الأغنية وفاء العاشق لمحبوبته رغم ما صدر عنها من غرور وجفاء اتجاهه، لتنتصر مشاعر حب العاشق على مشاعر غرور المحبوبة.

## كلمات الأغنية
قلت ليه أنا كنبغيك  شاف فيا شوفة العدو  وقال ليا بزاف عليك 
و شوف أنا فين وأنت فين  يبان لك الفرق يا مسكين  وقلت له الله أ سيدي  فين تلقى أصفى من ودي  والقلب راه يتهلا فيك  صادق والنية حسنة  ما حامل غير المزيانة  ونحلف بمن لاقاني بيك 
شاف فيا وضحك وزاد  خلالي دمعي هواد  قدام العادي والبادي  وقدام الرايح والغادي
وشوف أنا فين وأنت فين  يبان لك الفرق يا مسكين  وقلت ليه الله أ سيدي  فين تلقى أصفى من ودي  والقلب راه يتهلا فيك 
الصدمة كانت قوية  حرقت مشمومي فيديا  وطاح رمادو فوق رمادي  هب الريح لعب بينا  وبغا فين مشى يدينا 
ومشات أيام وجات أيام  الجرح تشافى وبرينا  حضرت العطفة ونسينا  وعاد ليه الحمد السلام 
ركبنا قطار الحياة  وبقات ورانا ذكريات  قبالتنا أمل كبير  وشوف أنا فين وأنت فين  يبان لك الفرق يا مسكين  وقلت ليه الله أ سيدي  فين تلقى أصفى من ودي  والقلب راه يتهلا فيك 
فيوم وأنا راحل جوال  أنا غادي راحل جوال  بان لي بين الناس خيال  عيونو يائسة وحزينة  فين الشباب؟ بهات وزال  فين الجمال؟ عيا وذبال  وغرور قتلتو الغبينة
وقتلتو الغبينة 
هو لعبت بيه الأيام  هو صدت بيه الأوهام  ورماتو خارج المدينة  هو اللي قلت ليه كنبغيك  وشاف فيا شوفة العدو  وقال لي بزاف عليك  وشوف أنا فين وأنت فين  وباقي قلبي كيبغيك وباقي كيبغيك

## نجاح الأغنية
حققت أغنية قطار الحياة نجاحًا كبيرًا منذ صدورها عام 1980، وأصبحت واحدة من أبرز الأعمال الخالدة في تاريخ الأغنية المغربية. بكلماتها العميقة، وألحانها الشجية، استطاعت الأغنية أن تلامس مشاعر الجمهور وتعكس واقعًا إنسانيًا عابرًا للزمن. تناولت الأغنية موضوع الغرور والتكبر الناتج عن الجمال والشباب، مقابل وفاء العاشق الذي لم يتغير رغم الجفاء، وهي رسالة جعلت المستمعين يجدون فيها صدىً لحكاياتهم وتجاربهم الشخصية.
لم يكن نجاح الأغنية مقتصرًا على المغرب فقط، بل امتد تأثيرها إلى مختلف أنحاء الوطن العربي، حيث لاقت إعجابًا واسعًا بفضل أداء عبد الهادي بلخياط المميز وصوته الدافئ الذي زاد من عمق المشاعر التي تحملها الكلمات. ومع مرور العقود، ظلّت الأغنية تحتفظ بمكانتها الرفيعة، بل عرفت عودة قوية في السنوات الأخيرة من خلال إعادة توزيعها بأسلوب عصري، كما فعل الموزع الموسيقي “دي جي فان” في ألبومه Beldi Side عام 2020، وهو ما يؤكد استمرارية تأثيرها عبر الأجيال.
إلى جانب نجاحها الجماهيري، حظيت الأغنية باهتمام النقاد والباحثين في الموسيقى المغربية، حيث تُعد نموذجًا للأغنية الهادفة التي تحمل بُعدًا فلسفيًا وإنسانيًا. إنها ليست مجرد عمل فني، بل شهادة على قدرة الموسيقى المغربية على التعبير عن مشاعر الحب والخذلان والتغيرات الحتمية التي يفرضها الزمن. وبفضل هذا المزيج الفريد من الكلمات، اللحن، والأداء، بقيت قطار الحياة إحدى أيقونات الأغنية المغربية، رمزًا للأصالة والتجديد في آنٍ واحد.

## وصلات خارجية
- أغنية قطار الحياة على منصة أنغامي
- أغنية قطار الحياة على منصة سبوتيفاي